# Episodi di Yancy Derringer
La prima e unica stagione della serie televisiva Yancy Derringer è andata in onda negli Stati Uniti dal 2 ottobre 1958 al 4 giugno 1959 per un totale di 34 episodi.
| nº | Titolo originale              | Prima TV USA     |
| -- | ----------------------------- | ---------------- |
| 1  | Return to New Orleans         | 2 ottobre 1958   |
| 2  | Gallatin Street               | 9 ottobre 1958   |
| 3  | Ticket to Natchez             | 23 ottobre 1958  |
| 4  | An Ace Called Spade           | 30 ottobre 1958  |
| 5  | A Bullet for Bridget          | 6 novembre 1958  |
| 6  | The Belle from Boston         | 13 novembre 1958 |
| 7  | The Loot from Richmond        | 20 novembre 1958 |
| 8  | The Saga of Lonesome Jackson  | 27 novembre 1958 |
| 9  | Memo to a Firing Squad        | 4 dicembre 1958  |
| 10 | Three Knaves from New Haven   | 11 dicembre 1958 |
| 11 | Marble Fingers                | 18 dicembre 1958 |
| 12 | Old Dixie                     | 25 dicembre 1958 |
| 13 | Two of a Kind                 | 1º gennaio 1959  |
| 14 | Nightmare on Bourbon Street   | 8 gennaio 1959   |
| 15 | The Fair Freebooter           | 15 gennaio 1959  |
| 16 | Mayhem at the Market          | 22 gennaio 1959  |
| 17 | The Night the Russians Landed | 29 gennaio 1959  |
| 18 | A Game of Chance              | 5 febbraio 1959  |
| 19 | Panic in Town                 | 12 febbraio 1959 |
| 20 | Hell and High Water           | 19 febbraio 1959 |
| 21 | The Louisiana Dude            | 26 febbraio 1959 |
| 22 | Longhair                      | 5 marzo 1959     |
| 23 | Thunder on the River          | 12 marzo 1959    |
| 24 | The Gun That Murdered Lincoln | 19 marzo 1959    |
| 25 | Collector's Item              | 26 marzo 1959    |
| 26 | Fire on the Frontier          | 2 aprile 1959    |
| 27 | Duel at the Oaks              | 9 aprile 1959    |
| 28 | The Wayward Warrior           | 16 aprile 1959   |
| 29 | A State of Crisis             | 30 aprile 1959   |
| 30 | Outlaw at Liberty             | 7 maggio 1959    |
| 31 | V as in Voodoo                | 14 maggio 1959   |
| 32 | The Quiet Firecracker         | 21 maggio 1959   |
| 33 | Gone But Not Forgotten        | 28 maggio 1959   |
| 34 | Two Tickets to Promontory     | 4 giugno 1959    |

## Return to New Orleans
- Prima televisiva: 2 ottobre 1958
- Diretto da: Richard Sale
- Scritto da: Mary Loos, Richard Sale

### Trama
- Guest star: George N. Neise, Bill Walker (Obadiah), Dan Sheridan, Charles Cooper (Harmon Steele), Fred Krone, Otis Greene, Woody Chambliss, Julie Adams (Amanda Eaton)

## Gallatin Street
- Prima televisiva: 9 ottobre 1958
- Diretto da: William F. Claxton
- Scritto da: Mary Loos, Richard Sale

### Trama
- Guest star: Harry Lewis, Fred Krone, Charles Horvath, Paul Baxley, John Qualen (Larsen), Paula Raymond (Lucy Marjdale), Claude Akins (Toby Cook)

## Ticket to Natchez
- Prima televisiva: 23 ottobre 1958
- Diretto da: Richard Sale
- Soggetto di: Richard Sale, Mary Loos

### Trama
- Guest star: Jean Byron, Woody Chambliss, Jack Perkins, Harvey Perry, Martin Bryan, Bill Williams (Winslow), Marie Windsor (Billie Jo)

## An Ace Called Spade
- Prima televisiva: 30 ottobre 1958
- Diretto da: Richard Sale
- Soggetto di: Mary Loos, Richard Sale

### Trama
- Guest star: Clarke Gordon (Crane), Larry J. Blake (secondino), Joan Taylor (Lavinia Lake), Lisa Lu (Miss Mandarin), Ann Codee (Madame Marie), Sandy Kenyon (Willy Nilly), Ray Danton (Spade Stuart)

## A Bullet for Bridget
- Prima televisiva: 6 novembre 1958

### Trama
- Guest star: John Stephenson (Joshua Devon), Robert Lowery (Blair Devon), Frances Bergen (Madame Francine), Margaret Field (Bridget Malone)

## The Belle from Boston
- Prima televisiva: 13 novembre 1958

### Trama
- Guest star: Noreen Nash (Agatha Colton)

## The Loot from Richmond
- Prima televisiva: 20 novembre 1958
- Diretto da: William F. Claxton
- Scritto da: Irving Wallace

### Trama
- Guest star: Julie Adams (Amanda Eaton), Carl Benton Reid (generale Stafford)

## The Saga of Lonesome Jackson
- Prima televisiva: 27 novembre 1958

### Trama
- Guest star: Sandy Kenyon (Willy Nilly), Richard Devon (Jody Barker), Margaret Hayes (Ruby), Bartlett Robinson (Stephen Quayle), Gene Evans (Lonesome Jackson)

## Memo to a Firing Squad
- Prima televisiva: 4 dicembre 1958

### Trama
- Guest star: Bill Walker (Obadiah), John Pickard (tenente Weems), John Dehner (colonnello Tate), Robert Rockwell (Phillip Hampton), Guy Kingsford (John Fillmore), Richard Devon (Jody Barker), Frances Bergen (Madame Francine)

## Three Knaves from New Haven
- Prima televisiva: 11 dicembre 1958

### Trama
- Guest star: Frances Bergen (Madame Francine), Edwin Jerome (Claude de Graf), Richard Devon (Jody Barker), Margaret Field (Bridget Malone)

## Marble Fingers
- Prima televisiva: 18 dicembre 1958
- Diretto da: William F. Claxton
- Soggetto di: Robert Spielman

### Trama
- Guest star: Kasey Rogers (Blackeyed Sue), John Alderman (Marble Fingers), Mark Roberts (Matthew Younger), Kathleen Crowley (Desiree), Frances Bergen (Madame Francine)

## Old Dixie
- Prima televisiva: 25 dicembre 1958

### Trama
- Guest star: Lisa Lu (Miss Mandarin), Joan Taylor (Lavinia), Lester Matthews (Jerrison Ames), Bill Walker (Obadiah), Louise Fletcher (Miss Nellie)

## Two of a Kind
- Prima televisiva: 1º gennaio 1959
- Diretto da: William F. Claxton

### Trama
- Guest star: Dick Foran (Amos Fry), Frances Bergen (Madame Francine)

## Nightmare on Bourbon Street
- Prima televisiva: 8 gennaio 1959
- Diretto da: Richard Sale
- Scritto da: Mary Loos, Richard Sale

### Trama
- Guest star: Robert L. McCord (capitano Fry), Bill Walker (Obadiah), Fred Krone ( sentinella), Frances Bergen (Madame Francine), Mary La Roche (Barbara Kent)

## The Fair Freebooter
- Prima televisiva: 15 gennaio 1959
- Diretto da: Richard Sale
- Scritto da: Richard Sale, Mary Loos

### Trama
- Guest star: Richard Devon (Jody Barker), Patricia Blair (Goldy), Michael Forest (Pierre), Robert L. McCord (capitano Fry), Charles Bateman (tenente), Gene Collins (Willy Quill), Beverly Garland (Coco LaSalle)

## Mayhem at the Market
- Prima televisiva: 22 gennaio 1959
- Diretto da: Richard Sale
- Soggetto di: Mathilde Ferro, Theodore Ferro

### Trama
- Guest star: Harry Lauter, Lillian Bronson, Frances Bergen (Madame Francine), George De Normand, Saul Gorss, Chuck Couch, Regis Parton, Jack Albertson, Raymond Bailey (colonnello Duval), Mari Aldon (Celeste Duval)

## The Night the Russians Landed
- Prima televisiva: 29 gennaio 1959
- Diretto da: Richard Sale
- Scritto da: Coles Trapnell

### Trama
- Guest star: Alberto Morin (colonnello Suvaroff), Richard Devon (Jody Barker), Patricia Blair (Goldy), Nick Adams (Duke Alexis)

## A Game of Chance
- Prima televisiva: 5 febbraio 1959

### Trama
- Guest star: Frances Bergen (Madame Francine), Larry J. Blake (secondino), Karen Sharpe Kramer (Patricia Lee)

## Panic in Town
- Prima televisiva: 12 febbraio 1959

### Trama
- Guest star: Joan Dupuis, Holly Harris, Robert L. McCord (capitano Fry), Patricia Blair (Goldy), Donald Randolph (Bert Ogilvie), Ed Kemmer (dottor Bishop), Irving Mitchell, Dale Van Sickle, Boyd 'Red' Morgan, Carey Loftin, Fred Krone, Troy Melton, Walter Burke, Charlene James (Pearl Girl), Peggy Stewart (Karen Ogilvie)

## Hell and High Water
- Prima televisiva: 19 febbraio 1959

### Trama
- Guest star: Patricia Cutts (Lady Charity), Charles Bronson (Rogue Donovan)

## The Louisiana Dude
- Prima televisiva: 26 febbraio 1959

### Trama
- Guest star: Hillary Brooke (Julia Bulette), Addison Richards (giudice Harper), Booth Colman

## Longhair
- Prima televisiva: 5 marzo 1959

### Trama
- Guest star: Roy Jenson (capitano McBain), Robert L. McCord (capitano Fry), Gene Collins (Willy Quill), Charlene James (Pearl Girl), Kelly Thordsen (Colorado Charlie), Grant Williams (George Armstrong Custer)

## Thunder on the River
- Prima televisiva: 12 marzo 1959

### Trama
- Guest star: Woody Chambliss, Douglas Odney, Fred Krone, Gene Collins, Oliver McGowan (Dan Emerson), Jim Fox (O'Hara), Ken Mayer (Shute O'Brien), Patricia Barry (Patricia Tappworth)

## The Gun That Murdered Lincoln
- Prima televisiva: 19 marzo 1959

### Trama
- Guest star: Tom McKee (generale Cochran), Robert L. McCord (capitano Fry), Bert Remsen (maggiore Sampson), Willard Sage (senatore Yardley)

## Collector's Item
- Prima televisiva: 26 marzo 1959

### Trama
- Guest star: Robert Cornthwaite (Matthew Brady), Richard Devon (Jody Barker), Claude Akins (Toby Cook), Janet Lord (Elsie)

## Fire on the Frontier
- Prima televisiva: 2 aprile 1959

### Trama
- Guest star: Charles Fredericks (Jack Dingo), Robert Carricart (Thaddeus Stevens), Noreen Nash (Agatha Colton), Dan Tobin (Alvin Watson), Nesdon Booth (conducente), Tom Palmer (impiegato dell'hotel), Regina Gleason (Margot Chatman), Kelly Thordsen (Colorado Charlie)

## Duel at the Oaks
- Prima televisiva: 9 aprile 1959

### Trama
- Guest star: Hugh Sanders (Phillip Lorne), John Vivyan (LeBow), Richard Devon (Jody Barker), Charlene James (Pearl Girl), Robert L. McCord (capitano Fry)

## The Wayward Warrior
- Prima televisiva: 16 aprile 1959

### Trama
- Guest star: Bill Pullen (maggiore Henri), Robert L. McCord (capitano Fry), Mickey Simpson (Tennessee Slasher), Karl Lukas (Warrior), Joan Boston (Opal), Larry J. Blake (secondino), Harry Jackson (professore Bates), Beverly Garland (Coco LaSalle)

## A State of Crisis
- Prima televisiva: 30 aprile 1959

### Trama
- Guest star: Larry J. Blake (secondino), Charles Bateman (capitano Blythe), John Lupton (maggiore Alvin), Walter Coy (Slade Donovan), Thom Carney (Army Clerk), Charlene James (Pearl Girl), Joan Boston (Opal), Richard Arlen (generale Morgan)

## Outlaw at Liberty
- Prima televisiva: 7 maggio 1959

### Trama
- Guest star: John Anderson (Wayne Raven), Brett King (Jesse James), Lee Van Cleef (Ike Milton), Kaye Elhardt (Sally Snow), Val Benedict (bandito), Jane Burgess (Crystal), Stephen Roberts (sceriffo Peterson), Kelly Thordsen (Colorado Charlie)

## V as in Voodoo
- Prima televisiva: 14 maggio 1959

### Trama
- Guest star: Naaman Brown (dottor Yaya), Bill Walker (Obadiah), Judi Meredith (Charlotte Dubois), Brad Dexter (Charles Hammond), Dennis McCarthy (impiegato dell'hotel), Ruby Dandridge (Lily Rose Beam), Jane Burgess (Crystal), Robert L. McCord (capitano Fry), Virginia Grey (Emily Dubois)

## The Quiet Firecracker
- Prima televisiva: 21 maggio 1959

### Trama
- Guest star: Lee Kendall (Blackjack Benson), Mickey Morton (Wee Willie Benson), Jean Willes (Jessie Bell), Richard Devon (Jody Barker), Frances Fong (Ruby), Victor Sen Yung (Hon Lee), Charles Tannen (capitano Brown), Theodore Marcuse (Alex Bristol), J. Pat O'Malley (capitano Billie), Lisa Lu (Miss Mandarin)

## Gone But Not Forgotten
- Prima televisiva: 28 maggio 1959

### Trama
- Guest star: Charles H. Gray (Clay Wellman), Betty Lou Keim (Judy Randall), Luke Saucier (Collins), Dayton Lummis (giudice Randall), Tom Carew (conducente), Allen Pinson (Val), Chuck Hayward (Mine Heavy), Fred Krone (Saloon Gunman), Chuck Carson (Saloon Heavy), Kelly Thordsen (Colorado Charlie), Hal Needham (guardia), Stuart Randall (sceriffo Milton), Joyce Jameson (Bonnie Mason), William Henry (Fargo)

## Two Tickets to Promontory
- Prima televisiva: 4 giugno 1959

### Trama
- Guest star: Jim Davis (Bullet Pike), Lee Kendall (Blackjack Benson), John Larch (Wayland Farr), Rita Lynn (Vinnie Farr), Kelly Thordsen (Colorado Charlie), Robert Nash, Hal Needham (guardia)